# Alice Wellington Rollins
Alice Wellington Rollins (Boston, 12 de junio de 1847-5 de diciembre de 1897) fue una escritora estadounidense cuya producción abarcó ensayos, novelas, cuentos y poesía infantil. Se hizo conocida por una serie de artículos sobre las terribles condiciones en las viviendas de Nueva York en la década de 1880 y por escribir sobre viajes en el oeste americano.

## Biografía
Nació como Alice Wellington en Boston, Massachusetts. Su padre Ambrose Wellington la educó en latín y matemáticas antes de que asistiera a escuelas. En 1876 se casó con Daniel M. Rollins, de la ciudad de Nueva York, y tuvieron un hijo. Durante un tiempo vivieron en Lawrence Park, un lugar de Bronxville que atrajo a muchos artistas y escritores.
Rollins contribuyó con artículos, perfiles y reseñas a las principales publicaciones periódicas estadounidenses, entre las que se encontraban el Lippincott's Monthly Magazine, Cosmopolitan, The Century Magazine, Harper's Magazine y North American Review. También trabajó como editora, escribió cuentos para niños y poesía para publicaciones como el St. Nicholas Magazine y compiló una colección de aforismos. Una serie de ensayos sobre viviendas de Nueva York le sirvió de inspiración para su novela de 1888, Uncle Tom's Tenement. Escribió con frecuencia sobre viajar por el oeste americano, y dos de sus libros presentan escenarios occidentales: The Three Tetons está ambientado en el Parque nacional de Yellowstone y The Story of a Ranch en Kansas.
Cuando murió, la escritora Kate Douglas Wiggin escribió en homenaje: "Su obra literaria fue brillante, vigorosa, original, poética, por turnos".

## Publicaciones
Poesía
- My Welcome Beyond, and Other Poems (1877)
- The Ring of Amethyst (1878)
- From Snow to Sunshine (1889; ilustrado por Susie Barstow Skelding)
- The Story of Azron (1895)
- Little Page Fern and Other Verses (1895)

Novelas
- The Story of a Ranch (1885)
- All Sorts of Children (1886)
- The Three Tetons: A Story of the Yellowstone (1887)
- Uncle Tom's Tenement (1888)

Otro
- Aphorisms for the Year (1897)
- The Finding of the Gentian (1895; story collection)
- From Palm to Glacier (1895; travel writing)